# 神谷悠
神谷悠（1967年3月7日—），日本漫畫家。大阪府堺市出身。

## 作品
- 《京與一平》系列、或名《迷宮殺人事件》、原名《京&一平シリーズ（日语：京&一平シリーズ）》
- 《風之龍光之華》、全2冊、原名
- 《魔天夜迷影》
  1. 原名
  2. 原名
  3. 原名
  4. 原名
  5. 原名
  6. 原名
- 《我愛小麻煩》、全2冊、原名
- 《吉祥深淵》、全1冊、原名
- 《蒼狼與白鷺》、全1冊、原名
- 原名

## 外部連結
- （日語）http://hiromic.sakura.ne.jp/main/yu/yu.html （页面存档备份，存于）
- （日語）http://www.kobako.org/kyou/ （页面存档备份，存于）